# Gerald Long
Gerald Long (1923-1998) fut directeur général de l'agence de presse Reuters de 1964 à 1981. Pendant 17 ans, il a mené une vigoureuse politique de diversification progressive vers les activités d'information financière en direct, avant de prendre la direction générale du Times de Londres.

## Biographie
Né à York, dans le Yorkshire, au nord de l'Angleterre, fils d'un postier passionné de litterature, Gerald Long suit les cours de la St Peter's School, de York et devient bilingue français/anglais.
Diplômé de Cambridge en 1943, il fait son service militaire dans l'armée britannique en Allemagne, où il travaille à la reconstruction des quotidiens allemands, avant de se faire embaucher par Reuters en 1948, à l'âge de 25 ans.
Il occupe trois postes à l'étranger, au desk ou comme reporter, à Paris et Ankara, avant d'être nommé en 1956 à Francfort, puis de retourner à Paris en 1959 pour couvrir le retour aux affaires du Général de Gaulle, les attentats de l'OAS et les conflits liés à la Guerre d'Algérie.
Il est rappelé à Londres en 1960, pour devenir l'assistant du directeur général Walton Cole, qui souhaite développer Reuters. En 1961, la société signe un partenariat commercial avec le fabricant d'ordinateurs Ultronics Systems, dans le New Jersey pour fournir aux clients de celui-ci, qui fournissait le matériel, notamment le système électronique de transmission, de l'information financière sur les marchés des actions et des changes. 

## Le développement de l'information financière
Gerald Long a pris la direction de Reuters en 1963 après le décès inattendu de Walton Cole. L'agence est alors tout juste à l'équilibre financier. En avril 1964 est lancé le "Reuters Ultronics Report". L'opération réussit et lance le développement des services d'information financière par électronique. Reuters créé à cette occasion le service Stockmaster, qui permet de diffuser les cours de bourse, avec seulement trois chiffres à l'écran. 
L'accord avec Ultronics Systems permet en particulier le développement des transactions électroniques
 et sur le Nasdaq américain créé en 1971, où Reuters s'associe à la National Association of Securities Dealers
L'agence approvisionne près de 40000 écrans, distribués également par Scantlin Electronics, la société de Jack Scantlin, qui a développé le Quotron et BunkerRamo Corporation, qui avait racheté la société de télégraphie boursière Teleregister. Il ne sera dénoncé qu'en 1971, pour avoir d'autres partenaires plus grands. Le service est alors commercialisé au prix de 750 dollars par mois, et s'appuie sur les lignes téléphoniques.
En 1967, Reuters modifie ses liens de coopération avec Associated Press et Dow Jones, qui étaient jusque-là sa source d'information financière sur le marché nord-américain. Avec l'aide de Michael Nelson et Glen Renfrew, il forme une "troïka" qui parvient à convaincre le conseil d'administration que la finance peut rapporter de l'argent à Reuters.
En 1971, les États-Unis annoncent la fin de la convertibilité du dollar par rapport à l'or et du régime des parités de change fixes. C'est la naissance à du marché des changes et du marché des taux d'intérêt. Pour y répondre, Reuters créé en 1971 le service Money Monitor. À Paris, ce service compte immédiatement plus de 150 clients, dont les banques nationalisées. Cette activité va faire la fortune de Reuters en lui permettant de transformer en profondeur sa base de clientèle, qui sera très vite constituée à 90 % de banques et d'entreprises. De 1976 à 1980, les recettes de Reuters doublent, en seulement quatre ans.
Gerald Long a déjà quitté l'entreprise lorsqu'elle entre en Bourse de Londres et au Nasdaq américain, en 1984, puis débute des petites acquisitions ciblées, avec en 1985 l'américain Rich Inc et en 1986 celui d'Hovland Business Systems, concepteur d'un logiciel de tenue de position de change
En 1981, il est débauché par le magnat des médias Rupert Murdoch pour devenir directeur général du Times de Londres. C'est Glen Renfrew qui lui succède à la direction de Reuters après avoir bataillé sur le marché nord-américain pour imposer des normes technologiques.
Mais peu après son arrivée au Times, Gerald Long se dispute avec Rupert Murdoch sur la stratégie et à la suite d'une correspondence avec Albert Roux, chef cuisinier vedette et patron du restaurant Le Gavroche à Paris. Le Times publie cette correspondance, au moment où Rupert Murdoch souhaite supprimer 600 emplois dans le journal et se débarrasser de son directeur général. 
Gerald Long conserve un poste honorifique de vice-président, puis prend sa retraite en 1984 en France, vivant à Paris, en Provence et en Normandie. Dans son jardin, il conserve un buste de Paul Julius Reuters, le fondateur de l'agence de presse éponyme.
Gerald Long est mort à Paris en 1998 à l'âge de 75 ans. Sa femme Anne lui a donné trois filles deux garçons.